# 코브라 골드 훈련

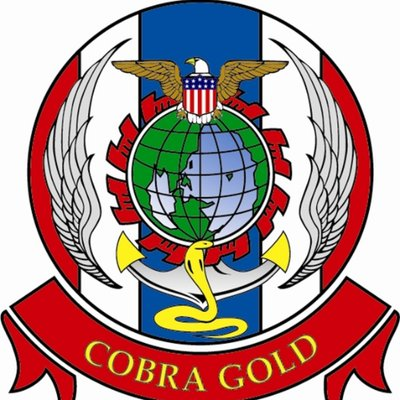
코브라 골드 문장

코브라 골드 훈련(태국어: คอบร้าโกลด์ 코브라 골드[*])은 인도-태평양 지역을 기반으로 한 태국에서 주최되는 다국적 연합 훈련이다. 세계에서 이뤄지는 대규모의 다국적 연합 훈련 중 하나이다.

## 개관

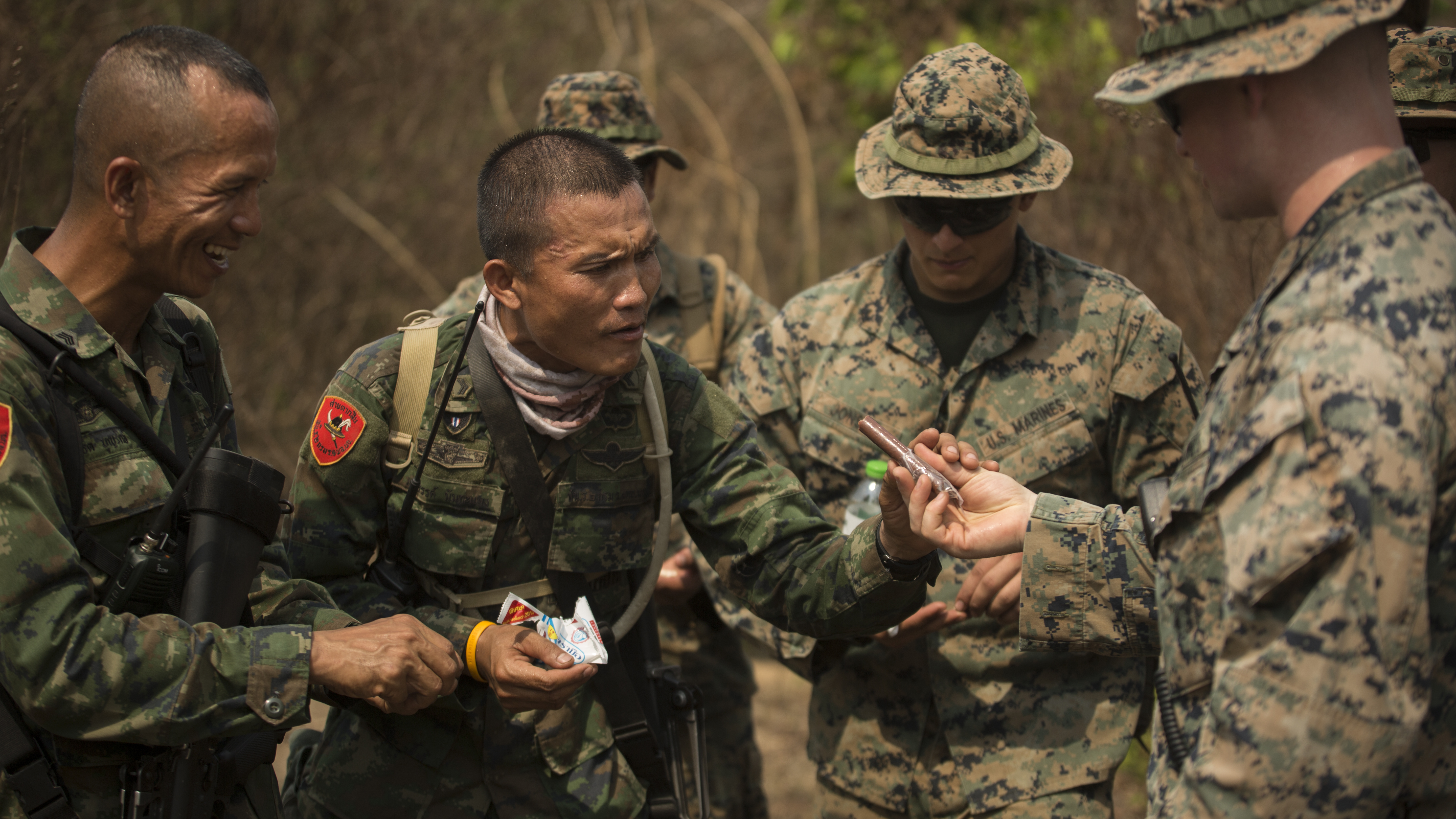
코브라 골드 훈련(2020년)에서 태국왕립군과 미군

코브라 골드 훈련은 1982년 미국과 태국의 적군 및 인도주의 차원에서 대응하는 양국 군대 간의 협력을 강화하기 위한 목적으로 처음 개최되었다.
2021년을 기준으로 코브라 골드는 지역 안보와 효과적인 지역 위기 대응을 강조하는 여러 임무들을 수행하고 있다. 첫 번째는 실탄이 목표물에 진격하고 근접함에 따라 미리 정해진 목표물을 목표로 하는 연합 무기 실탄 연습(CALFEX)이다. 지휘소 연습(CPX)은 군 장교들이 며칠에 걸쳐 전산화된 워 게임(war game), 재난 구호 또는 인도주의 임무에 참여하는 것이다. 수륙양용 연습(AMPHIBEX)은 작전 개발에 의존하는 연합군과 함께 배와 해안의 이동 능력을 접목한다.
2020년 코브라 골드에서는 지뢰제거와 미국 해병대의 록히드 마틴 F-35 라이트닝 II과 M142 HIMARS가 소개되었다.

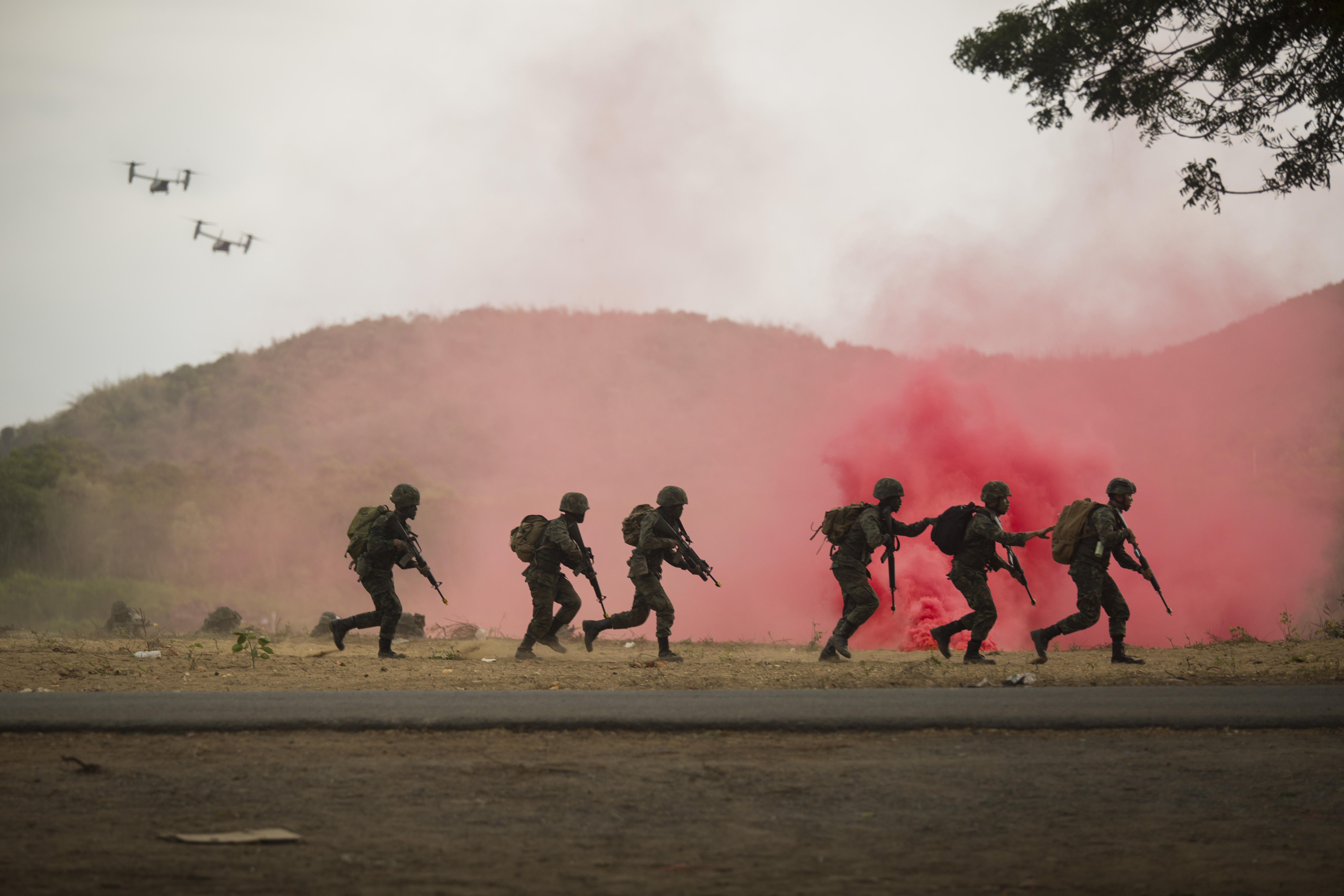
미국 해병대가 수륙양용 훈련을 태국 핫 야오 해안에서 실행하고 있는 모습(2020년)

코브라 골드는 2021년 기준으로 인도네시아, 일본, 말레이시아, 싱가포르, 한국을 포함한 남아시아 및 태평양 국가를 포함한 27개국으로 확대되었다. 중국은 2015년에 처음으로 코브라 골드 훈련에 참가할 수 있었으며, 한정적으로 인도주의 지원 훈련에만 참가할 수 있었다. [2] 대부분의 국가는 코브라 골드에 직접적으로 참여하기보다는 옵서버 국가로 참가한다. 2020년에는 다음과 같은 국가들이 참가했다. 참가국들은 주로 해병대 병력을 훈련에 파견한다.
- 참가국: 미국, 태국, 싱가포르, 대한민국, 인도네시아, 일본, 말레이시아
- 옵서버국: 브루나이, 라오스, 캄보디아, 이스라엘, 베트남, 독일, 파키스탄, 스리랑카, 브라질, 스웨덴
- 다국적 계획 증강팀: 호주, 캐나다, 영국, 프랑스, 네덜란드, 벨기에, 네팔, 필리핀, 피지, 뉴질랜드
- 기타: 중국, 인도

## 코브라 골드 2013~2016년 훈련

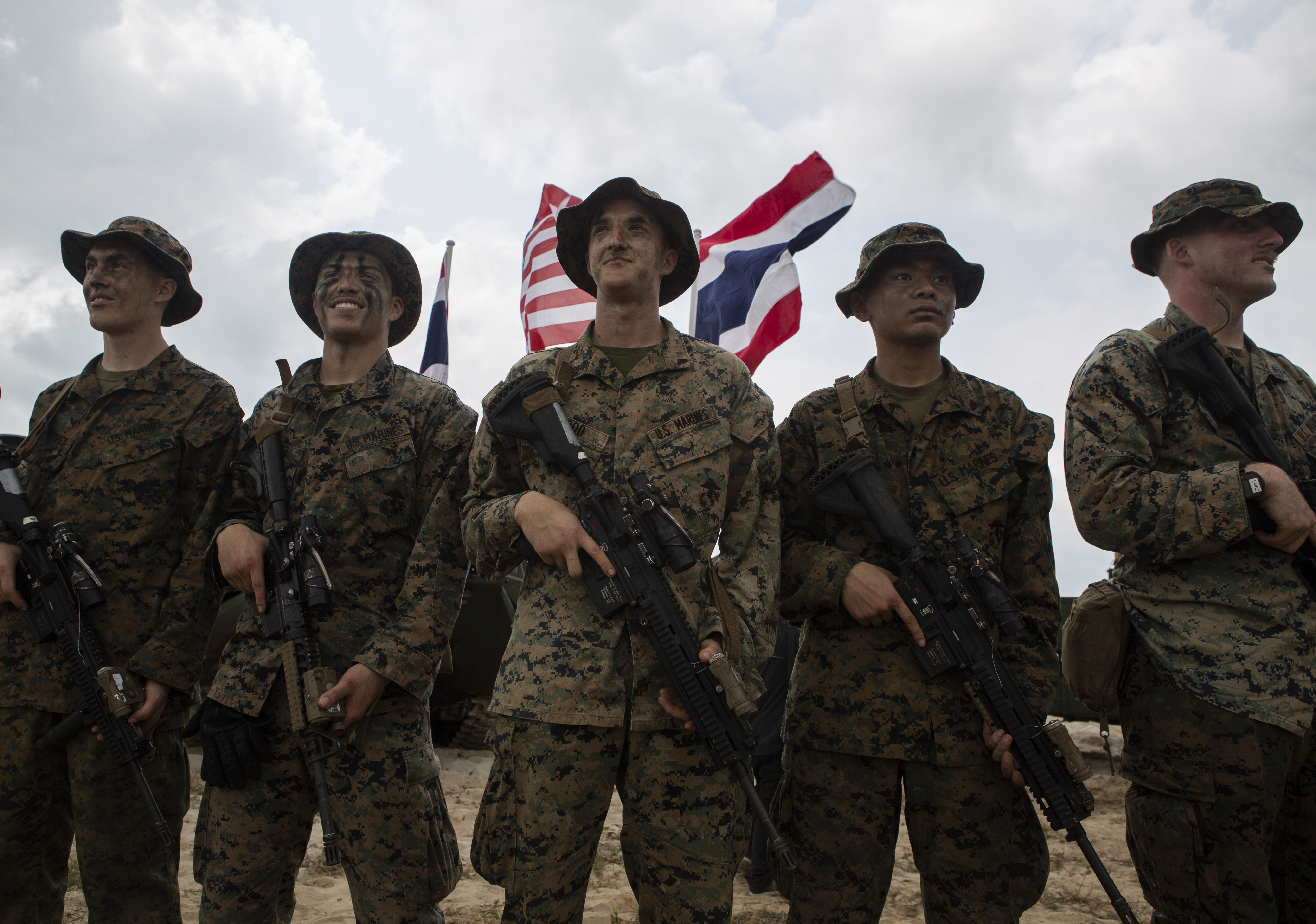
핫 야오 해안에서 수륙양용 훈련에 참가하는 미국 해병대 군인 (2020년)

2013년에 개최된 코브라 골드의 참가국에는 미국, 인도네시아, 일본, 말레이시아, 싱가포르, 한국, 태국이 포함되었다. 그 외 20개국이 옵서버로 참가했다. 미얀마는 처음으로 (옵서버로) 이 훈련에 참가했다. 2013년에 열린 코브라 골드 동안 개최된 임무에는 지상공격 전투기, 공격헬기, 상륙정을 포함한 수륙양용 상륙작전, 소형 선박과 헬리콥터를 포함한 모의 군사공격, 민간인을 포함한 대피 훈련, 상공과 인근에서 실탄이 발사되는 동안 실시된 연합 군사 훈련, 생물학적, 화학적, 정글, 핵, 방사능 전쟁 훈련 등이 포함되었다.
미국 태평양사령부 사령관 새뮤얼 J. 로클리어 3세 제독은 2014년 코브라 골드를 "태평양의 대표적인 훈련"이라고 표현하고, 코브라 골드 훈련이 미군이 참가하는 최대 규모의 다국적 군사 훈련 중 하나라고 언급했다.
미국이 코브라 골드 2015 참가를 줄인 이유는 2014년 태국에서 발생한 군부의 쿠데타를 지지하지 않았기 때문이다. 미국은 2015년 훈련에 3,600명의 병력을 파견했는데, 이는 2014년의 4,300명에 비해 감소한 규모이다. 미국은 또한 수륙양용 훈련 중에 병력이 실제 사격을 받으며 훈련했던 훈련도 취소했다. 그러나 미군은 다른 나라의 군사력과 협력하여 민간인 대피 훈련과 야전 훈련에는 여전히 참가했다. 코브라 골드 2015에는 6개국에서 1만 3,000명 이상의 병력이 참가했고, 다른 나라들은 옵서버국으로 참가했다.
미국은 2015년 3월에 코브라 골드 2016년 계획을 시작하기 위해 태국과의 회담 참가를 연기했다. 미군 관계자들은 태국에서 계속되는 군부 통치에 대한 항의의 표시로 훈련을 완전히 취소할 수도 있다고 말했다.

## 코브라 골드 2017년 훈련

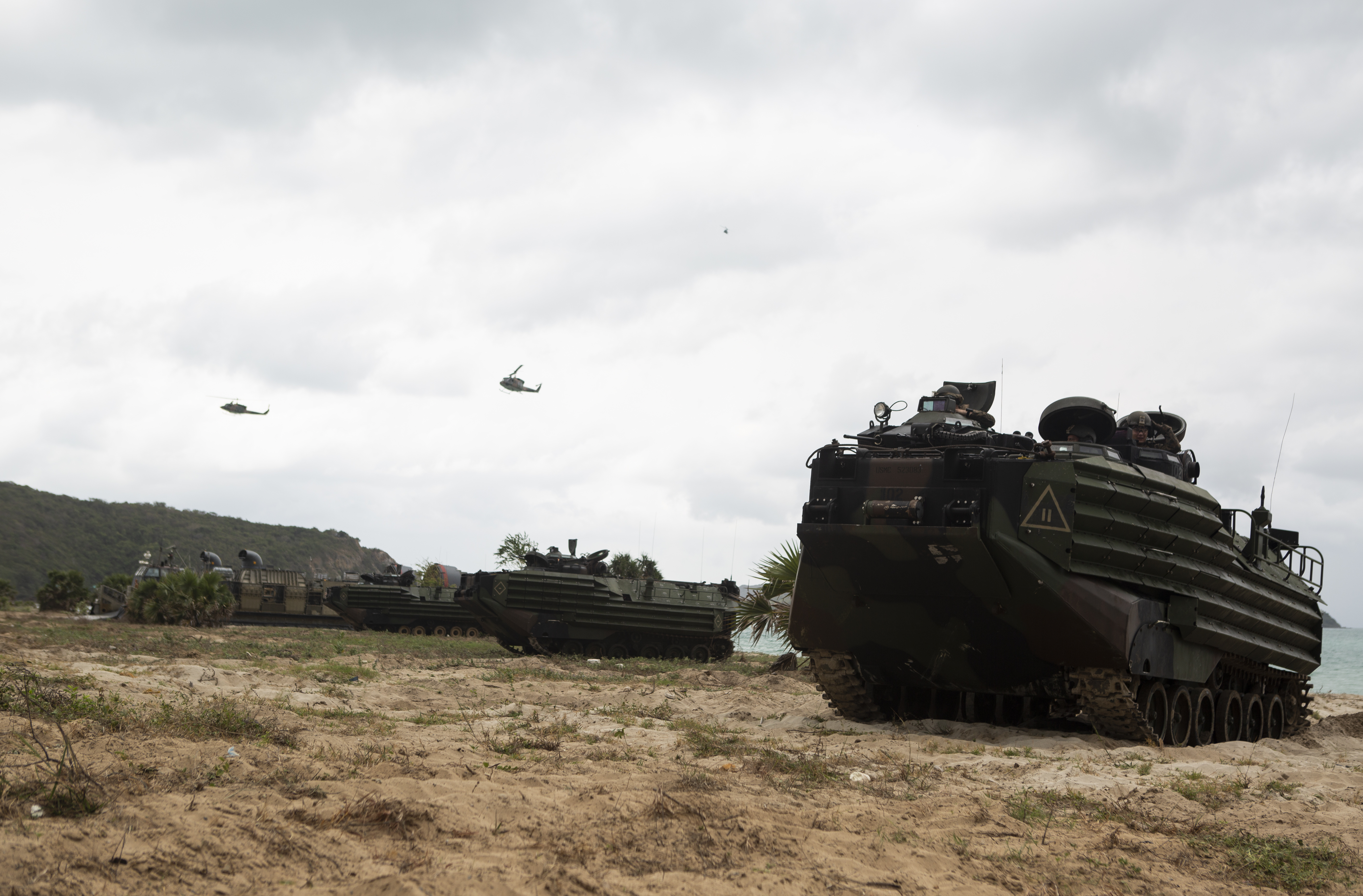
코브라 골드 훈련에 사용된 미 해병대의 수륙양용 장갑차(2020년)

2017년에는 29개국이 코브라 골드에 직접 또는 옵서버로 참여했다. 이는 코브라 골드 연습 36주년을 기념했다. 코브라 골드 2017은 공동 작전 수행 및 관계 구축을 포함한 참가국 간의 능력 향상을 목표로 했다. 또한 2014년 태국 군부의 권력 장악으로 인해 태국과 미국의 관계가 악화된 후 태국과 미국의 관계를 개선하는 것을 목표로 했다. 현장 연습에는 수륙양용 돌격 훈련, 폭탄 처리 임무, 근접 항공 지원(CAS) 및 다양한 유형의 무기를 사용한 전략적 교전 연습인 연합 무기 실사격 연습(CALFEX)과 같은 다양한 훈련 방법이 포함되었다.
민간 대응 훈련에는 인도주의적 지원과 비전투원 대피 작전 (NEO)이 포함되었다. NEO는 재난 구호 활동 동안 일본 항공 자위대에 의해 주관되었다. NEO는 자연 재해로 인한 위험 지역에서 비전투원들을 이동시키는데 목적을 둔다.
2018년에는 미국은 미얀마를 로힝야족 탄압 사유로 옵서버국에서 제외하라고 요구하였다.

## 코브라 골드 2020년 훈련

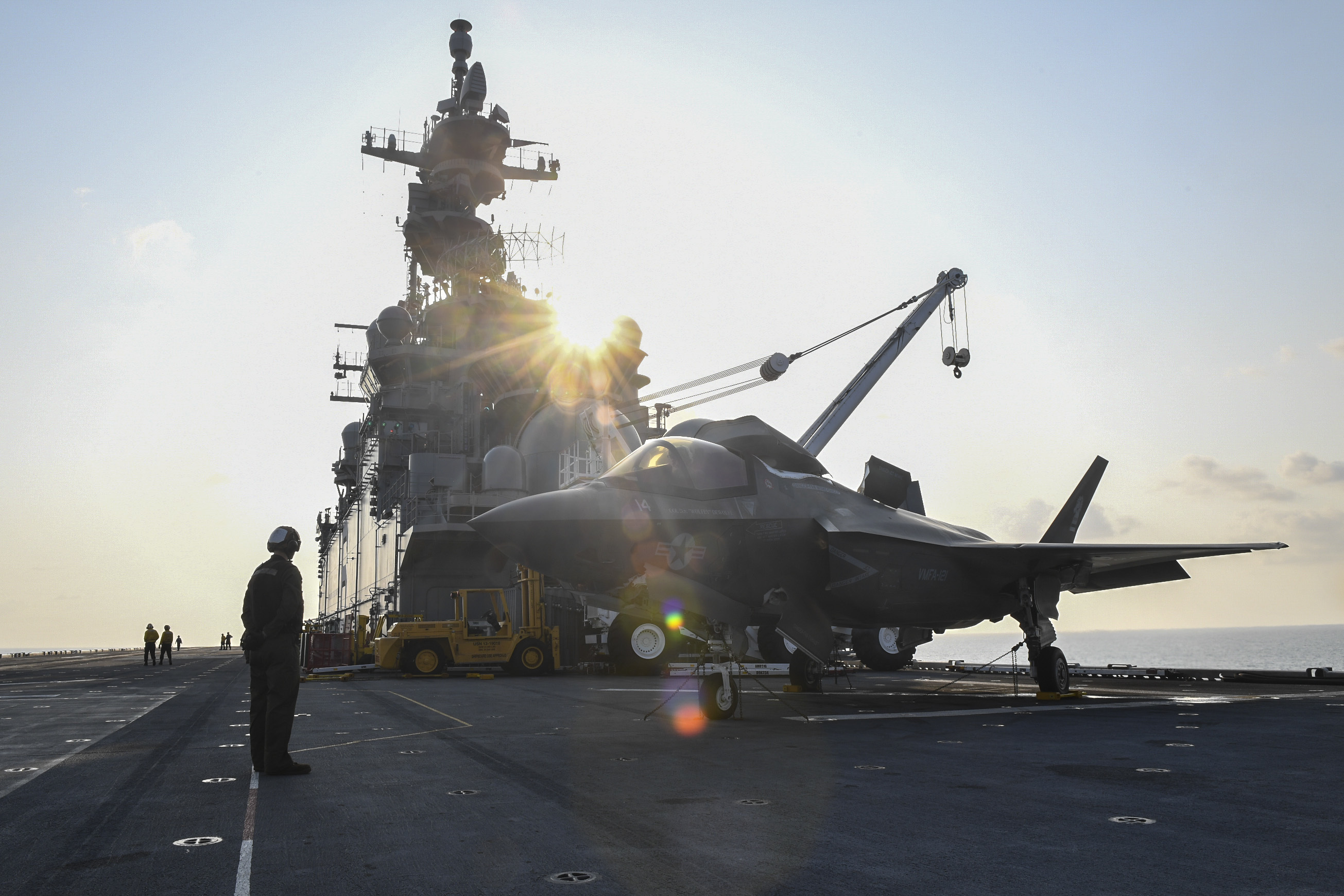
코브라 골드 훈련에 사용된 미 해병대의 F-35B (2020년)

2020년 2월 25일부터 3월 6일까지 제39회 코브라 골드 훈련에서는 27개국이 참가하였다. 코브라 골드 20은 해양 안보 강화, 새로운 질병 위협 예방 및 완화, 대규모 자연 재해 대응 등 다양한 활동에 대한 참여국 간의 계획 및 공동 운영, 역내 참여국 간 관계 구축, 상호 운용성 향상을 목표로 하였다.
코브라 골드 2020은 새로이 지뢰 제거 작전과 미국 해병대 소속 F-35B 라이트닝 II 전투기 및 M142 HIMARS(하이마스)를 참가시켰다. 하이마스의 목적은 무기 체계에 대한 실전 수준의 양자 훈련을 수행하여 미국, 태국 공군, 그리고 다른 지역 국가 및 파트너 간의 상호 운용성을 발전시키는 것이다.
2020년 3월 6일 태국 반단란호이군에서 2주간의 훈련이 끝나자 코브라 골드 2020에 참가하는 인도-태평양 국가의 지도자들과 지휘관들이 함께 모여 마지막 발언을 하고 악수를 나누었다.

## 결과
미국은 베트남 전쟁 이후 태평양 지역에 대한 군사 개입을 극히 적게 수행하였기에, 코브라 골드 훈련 동안 전투력 향상과 협동에 대한 개선 효과를 판단하기 어려웠다.
이러한 우려와는 달리, 코브라 골드 훈련을 통해서 2004년 인도양 지진해일, 2011년 도호쿠 지진해일, 2013년 11월 태풍 하이옌이 강타한 후 필리핀에 제공된 재난 구호 등 자연 재해에 대한 군사적 협력 대응을 개선하는 데 효과가 있음이 입증되었다.
또한 한국을 포함한 다른 국가들에게 다국적군 간 연합작전 수행능력 향상 기회를 제공하고 있다.